# ألبرت إتش هيومز
ألبرت إتش هيومز (بالإنجليزية: Albert H. Humes) هو مهندس معماري أمريكي، ولد في 1867، وتوفي في 1947.